# Kovačevići
Kovačevići är ett samhälle i Montenegro. Det ligger i den norra delen av landet. Kovačevići ligger 949 meter över havet och antalet invånare är 164.
Terrängen runt Kovačevići är kuperad. Närmaste större samhälle är Šula, 10,8 km söder om Kovačevići. I omgivningarna runt Kovačevići växer i huvudsak lövfällande lövskog.